# メリメリ
「メリメリ」は、クレイジーケンバンド9枚目のシングル。2006年7月26日発売。発売元はサブスタンス。

## 概要
- 前作から1年8ヶ月ぶりのシングル。
- PV監督はウスイヒロシ。

## 収録曲
1. メリメリ -I Wanna Marry Marry You-(3:53)[1]
作詞・作曲：K.Yokoyama
編曲：K.Yokoyama・M.Onose・T.Takahashi・Trio the Dog Hones
2. メリメリ放送局 -Honmoku Meri Meri Station-(3:43)[1]
3. コカ・コーラの唄(スカッとさわやか)-Coca Cola no Uta(Sukatto Sawayaka)-(0:34)[1]
作詞：K.Nakamura
作曲：N.Miyazaki
編曲：K.Yokoyama・M.Onose・T.Takahashi
4. thirtyseven degrees powered by CKB-Annex(3:52)[1]
作詞・作曲：K.Yokoyama・A.Sugawara
編曲：K.Yokoyama・M.Onose・T.Takahashi・E.Takamiya
5. EMCEE其の弌 feat.SAMI-T from Mighty Crown(0:18)[1]
編曲：K.Yokoyama・M.Onose・T.Takahashi・E.Takamiya
6. 魂拳 -Soul Punch- powered by CKB-Annex(5:36)[1]
作詞・作曲：K.Yokoyama
編曲：K.Yokoyama・M.Onose・T.Takahashi・E.Takamiya
7. EMCEE其の貳 feat.SAMI-T from Mighty Crown(0:22)[1]
編曲：K.Yokoyama・M.Onose・T.Takahashi・E.Takamiya
8. メリメリ -KARAOKE-(3:58)[1]

## 収録アルバム

### メリメリ
- オリジナル『GALAXY』（2006年9月20日）

### 魂拳 -Soul Punch-
- オリジナル『Soul Punch』（2005年7月6日）

## タイアップ
- メリメリ：日本テレビ系列「音楽戦士 MUSIC FIGHTER」2006年8月度オープニングテーマ